# Goya 2014
Die 28. Verleihung des Goya fand am 9. Februar 2014 im Auditorium des Centro de Congresos Príncipe Felipe in Madrid statt. Der wichtigste spanische Filmpreis wurde in 28 Kategorien vergeben. Als Gastgeber führte der Journalist und Humorist Manel Fuentes durch den Abend.

## Gewinner und Nominierte
| Statistik (Filme mit mehr als einer Nominierung) N=Nominierung; A=Auszeichnung |    |   |
| Film                                                                           | N  | A |
| La gran familia española                                                       | 11 | 2 |
| Die Hexen von Zugarramurdi                                                     | 10 | 8 |
| Caníbal                                                                        | 8  | 1 |
| Vivir es fácil con los ojos cerrados                                           | 7  | 6 |
| 15 años y un día                                                               | 7  | 0 |
| Drei Hochzeiten zu viel                                                        | 7  | 0 |
| La herida                                                                      | 6  | 2 |
| Todas las mujeres                                                              | 4  | 1 |
| Das Geheimnis der Murmel-Gang                                                  | 4  | 0 |
| Scorpion: Brother. Skinhead. Fighter.                                          | 4  | 0 |
| Stockholm                                                                      | 3  | 1 |
| A Night in Old Mexico                                                          | 2  | 0 |
| The Last Days – 12 Wochen nach der Panik                                       | 2  | 0 |

### Bester Film (Mejor película)
Vivir es fácil con los ojos cerrados – Regie: David Trueba
- 15 años y un día – Regie: Gracia Querejeta
- Caníbal – Regie: Manuel Martín Cuenca
- La gran familia española – Regie: Daniel Sánchez Arévalo
- La herida  – Regie: Fernando Franco

### Beste Regie (Mejor dirección)
David Trueba – Vivir es fácil con los ojos cerrados
- Gracia Querejeta – 15 años y un día
- Manuel Martín Cuenca – Caníbal
- Daniel Sánchez Arévalo – La gran familia española

### Beste Nachwuchsregie (Mejor dirección novel)
Fernando Franco García – La herida
- Neus Ballús – Die Plage (La plaga)
- Jorge Dorado – Mindscape
- Rodrigo Sorogoyen – Stockholm

### Bester Hauptdarsteller (Mejor actor)
Javier Cámara – Vivir es fácil con los ojos cerrados
- Tito Valverde – 15 años y un día
- Antonio de la Torre – Caníbal
- Eduard Fernández – Todas las mujeres

### Beste Hauptdarstellerin (Mejor actriz)
Marian Álvarez – La herida
- Inma Cuesta – Drei Hochzeiten zu viel (3 bodas de más)
- Aura Garrido – Stockholm
- Nora Navas – Tots volem el millor per a ella

### Bester Nebendarsteller (Mejor actor de reparto)
Roberto Álamo – La gran familia española
- Carlos Bardem – Scorpion: Brother. Skinhead. Fighter. (Alacrán enamorado)
- Juan Diego Botto – Ismael
- Antonio de la Torre – La gran familia española

### Beste Nebendarstellerin (Mejor actriz de reparto)
Terele Pávez – Die Hexen von Zugarramurdi (Las brujas de Zugarramurdi)
- Susi Sánchez – 10.000 noches en ninguna parte
- Maribel Verdú – 15 años y un día
- Nathalie Poza – Todas las mujeres

### Bester Nachwuchsdarsteller (Mejor actor revelación)
Javier Pereira – Stockholm
- Berto Romero – Drei Hochzeiten zu viel (3 bodas de más)
- Hovik Keuchkerian – Scorpion: Brother. Skinhead. Fighter. (Alacrán enamorado)
- Patrick Criado – La gran familia española

### Beste Nachwuchsdarstellerin (Mejor actriz revelación)
Natalia de Molina – Vivir es fácil con los ojos cerrados
- Belén López – 15 años y un día
- Olimpia Melinte – Caníbal
- María Morales – Todas las mujeres

### Bestes Originaldrehbuch (Mejor guion original)
David Trueba – Vivir es fácil con los ojos cerrados
- Pablo Alén und Breixo Corral – Drei Hochzeiten zu viel (3 bodas de más)
- Daniel Sánchez Arévalo – La gran familia española
- Fernundo Franco García und Enric Rufas – La herida

### Bestes adaptiertes Drehbuch (Mejor guion adaptado)
Alejandro Hernández und Mariano Barroso – Todas las mujeres
- Santiago A. Zannou und Carlos Bardem – Scorpion: Brother. Skinhead. Fighter. (Alacrán enamorado)
- Manuel Martín Cuenca und Alejandro Hernández – Caníbal
- Jorge A. Lara und Francisco Roncal – Das Geheimnis der Murmel-Gang (Zipi y Zape y el club de la canica)

### Beste Produktionsleitung (Mejor dirección de producción)
Carlos Bernases – Die Hexen von Zugarramurdi (Las brujas de Zugarramurdi)
- Marta Sánchez de Miguel – Drei Hochzeiten zu viel (3 bodas de más)
- Josep Amorós – The Last Days – 12 Wochen nach der Panik (Los últimos días)
- Koldo Zuazua – Das Geheimnis der Murmel-Gang (Zipi y Zape y el club de la canica)

### Beste Kamera (Mejor fotografía)
Pau Esteve Birba – Caníbal
- Juan Carlos Gómez – 15 años y un día
- Kiko de la Rica – Die Hexen von Zugarramurdi (Las brujas de Zugarramurdi)
- Cristina Trenas, Juan Pinzás und Tote Trenas – New York Shadows

### Bester Schnitt (Mejor montaje)
Pablo Blanco – Die Hexen von Zugarramurdi (Las brujas de Zugarramurdi)
- Alberto de Toro – Drei Hochzeiten zu viel (3 bodas de más)
- Nacho Ruiz Capillas – La gran familia española
- David Pinillos – La herida

### Bestes Szenenbild (Mejor dirección artística)
Arturo García und José Luis Arrizabalaga – Die Hexen von Zugarramurdi (Las brujas de Zugarramurdi)
- Llorenç Miquel – Scorpion: Brother. Skinhead. Fighter. (Alacrán enamorado)
- Isabel Viñuales – Caníbal
- Juan Pedro de Gaspar – Das Geheimnis der Murmel-Gang (Zipi y Zape y el club de la canica)

### Beste Kostüme (Mejor diseño de vestuario)
Paco Delgado – Die Hexen von Zugarramurdi (Las brujas de Zugarramurdi)
- Cristina Rodríguez – Drei Hochzeiten zu viel (3 bodas de más)
- Tatiana Hernández – Fliegende Liebende (Los amantes pasajeros)
- Lala Huete – Vivir es fácil con los ojos cerrados

### Beste Maske (Mejor maquillaje y peluquería)
María Dolores Gómez Castro, Javier Hernández Valentín, Pedro Rodríguez und Paco Rodríguez Frías – Die Hexen von Zugarramurdi (Las brujas de Zugarramurdi)
- Eli Adánez und Sergio Pérez – Drei Hochzeiten zu viel (3 bodas de más)
- Ana López-Puigcerver und Belén López-Puigcerver – Grand Piano – Symphonie der Angst (Grand Piano)
- Lola López und Itziar Arrieta – La gran familia española

### Beste Spezialeffekte (Mejores efectos especiales)
Juan Ramón Molina und Ferrán Piquer – Die Hexen von Zugarramurdi (Las brujas de Zugarramurdi)
- Juan Ramón Molina und Juan Ventura – La gran familia española
- Lluís Rivera und Juanma Nogales – The Last Days – 12 Wochen nach der Panik (Los últimos días)
- Endre Korda und Félix Bergés – Das Geheimnis der Murmel-Gang (Zipi y Zape y el club de la canica)

### Bester Ton (Mejor sonido)
Charly Schmukler und Nicolás de Poulpiquet – Die Hexen von Zugarramurdi (Las brujas de Zugarramurdi)
- Eva Valiño, Nacho Royo-Villanova und Pelayo Gutiérrez – Caníbal
- Carlos Faruolo und Jaime Fernández – La gran familia española
- Aitor Berenguer, Jaime Fernández und Nacho Arenas – La herida

### Beste Filmmusik (Mejor música original)
Pat Metheny – Vivir es fácil con los ojos cerrados
- Emilio Aragón – A Night in Old Mexico
- Óscar Navarro – La mula
- Joan Valent – Die Hexen von Zugarramurdi (Las brujas de Zugarramurdi)

### Bester Filmsong (Mejor canción original)
„Do You Really Want to Be in Love?“ von Josh Rouse – La gran familia española
- „Rap 15 años y un día“ von Arón Piper, Pablo Salinas und Cecilia Fernández Blanco – 15 años y un día
- „Aquí Sigo“ von Emilio Aragón und Julieta Venegas – A Night in Old Mexico
- „De cerca del mar“ von Fernando Arduán – Alegrías de Cádiz

### Bester Kurzfilm (Mejor cortometraje de ficción)
Abstenerse agencias – Regie: Gaizka Urresti
- De noche y de pronto – Regie: Arantxa Echevarría
- El paraguas de colores – Regie: Eduardo Cardoso
- Lucas – Regie: Álex Montoya Meliá
- Pipas – Regie: Manuela Moreno

### Bester animierter Kurzfilm (Mejor cortometraje de animación)
Cuerdas – Regie: Pedro Solís García
- Blue & Malone: Detectives imaginarios – Regie: Abraham López Guerrero
- O xigante – Regie: Julio Vanzeler und Luis da Matta
- Vía Tango – Regie: Adriana Navarro Álvarez

### Bester Dokumentarkurzfilm (Mejor cortometraje documental)
Minerita – Regie: Raúl de la Fuente
- El hombre que estaba allí – Regie: Luis Felipe Torrente Sánchez-Guisande und Daniel Suberviola Garrigosa
- La alfombra roja – Regie: Iosu López Cía und Manuel Fernández Rodríguez
- La gran desilusión – Regie: Pedro González Kuhn

### Bester Animationsfilm (Mejor película de animación)
Fußball – Großes Spiel mit kleinen Helden (Metegol) – Regie: Juan José Campanella
- El extraordinario viaje de Lucius Dumb – Regie: Maite Ruiz de Austri
- Hiroku: Defensores de Gaia – Regie: Saúl Barreto Ramos und Manuel González Mauricio
- Justin – Völlig verrittert! (Justin and the Knights of Valour) – Regie: Manuel Sicilia

### Bester Dokumentarfilm (Mejor película documental)
Las maestras de la República – Regie: Pilar Pérez Solano
- Con la pata quebrada – Regie: Diego Galán
- Guadalquivir – Regie: Joaquín Gutiérrez Acha
- Món petit – Regie: Marcel Barrena

### Bester europäischer Film (Mejor película europea)
Liebe (Amour), Österreich – Regie: Michael Haneke
- Die Jagd (Jagten), Dänemark – Regie: Thomas Vinterberg
- La Grande Bellezza – Die große Schönheit (La grande bellezza), Italien – Regie: Paolo Sorrentino
- Blau ist eine warme Farbe (La Vie d’Adèle), Frankreich – Regie: Abdellatif Kechiche

### Bester ausländischer Film in spanischer Sprache (Mejor película extranjera de habla hispana)
Azul y no tan rosa, Venezuela – Regie: Miguel Ferrari
- Wakolda, Argentinien – Regie: Lucía Puenzo
- Gloria, Chile – Regie: Sebastián Lelio
- La jaula de oro, Mexiko – Regie: Diego Quemada-Díez

## Ehrenpreis (Goya de honor)
- Jaime de Armiñán, spanischer Regisseur und Drehbuchautor